# Бахчесарай
Бахчесарай (тур. Bahçesaray) — город и район в провинции Ван в современной Турции на берегу речки Мокс.

## Этимология
Мокс — историческое (армянское) название города как и региона центром которого он являлся. Мокс или Могк на западноармянских диалектах дословно означает «магическое место». Связано это с тем, что неподалёку, на вершине, холма раньше находился армянский монастырь Сурб Аменапркич (Св. Всеспасителя), в котором, согласно народным преданиям, находилась могила некого Гаспара, с личностью которого связывается множество чудотворных деяний (которые в народном фольклоре ассоциировались с магией). Однако ещё с урартского периода, провинция Мокс (одна из 15 провинций исторической Армении) называлась «Хубушкия» но населялась прото-армянским племенем «Моксены». После геноцида армян в 1915-23 Мокс был переименован сначала в Мюкюс (турецкая транскрипция армянского названия), затем в Бахчесарай («Садовый дворец», так как город был окружён садами).

## История
Город Мокс являлся центром одноимённой провинции исторической Армении до её последнего раздела между Персией и Византией. Мокс находился в гаваре Могк-Арандзняк в центре провинции Мокс. Город был резиденцией армянских нахараров Мокса. С 9 по 11 века входил в состав армянского Васпураканского княжества Арцруни. В последующие исторические периоды красивый город потерял свой облик, превратившись в заурядное поселение сельского типа.
В 1880 году в Моксе насчитывалось 18 575 армян (более 86% местного населения).
Этот этнический армянский регион не претерпевал серьёзных изменений в этнографическом плане вплоть до весны 1915 года, когда в годы геноцида 95 % армянского населения было истреблено турками или в своих домах, или в маршах смерти по пути в сирийскую пустыню. 